# Rubens Bertogliati

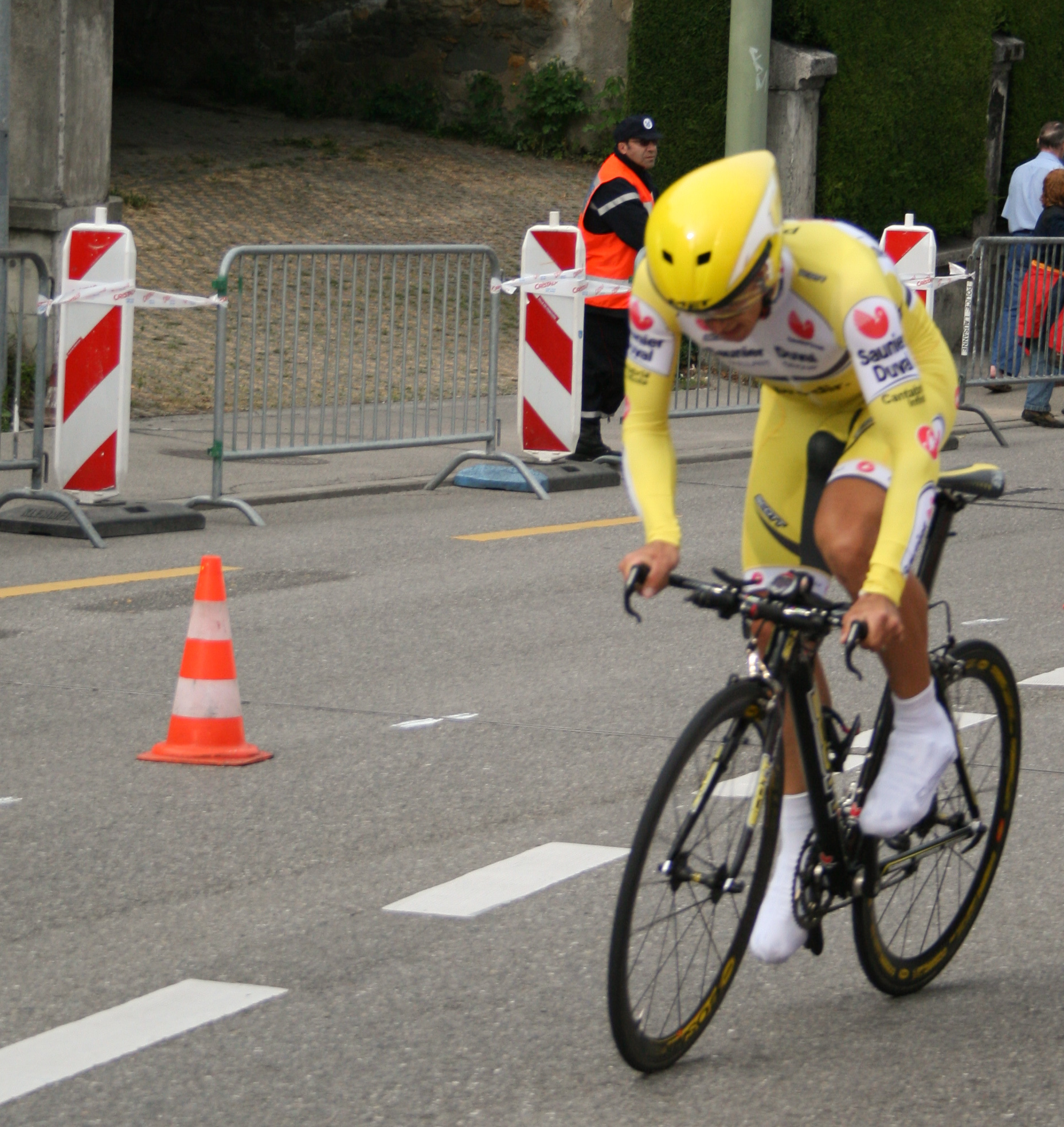
Rubens Bertogliati, Romandiet runt 2007.

Rubens Bertogliati, född 9 maj 1979 i Lugano, är en schweizisk tävlingscyklist. Han blev professionell 2000 med det italienska Lampre-stallet. Mellan säsongerna 2004 och 2008 tävlade han för det spanska stallet Saunier Duval-Prodir. Inför säsongen 2009 blev schweizaren kontrakterad av Serramenti PVC Diquigiovanni-Androni Giocattoli. Säsongen 2011 tävlar han för Team Type 1-Sanofi Aventis.

## Karriär
Rubens Bertogliatis stora genombrott kom år 2002 under Tour de France 2002 när han tävlade för Lampre-Daikin. Han vann den första etappen på tävlingen det året, en bergig etapp i Luxemburg. Efter etappen fick han bära den gula ledartröjan som han bar fram till den tredje etappen då den tyska cyklisten Erik Zabel tog över ledningen. 
Bertogliatis första proffsseger hade kommit några månader tidigare när han vann GP Chiasso.
Under säsongen 2007 blev han fyra sammanlagt på Tour of Georgia.
I september 2008 slutade schweizaren tvåa på etapp 5 av Tyskland runt bakom den tyska spurtaren Gerald Ciolek. Under säsongen tog han också en silvermedalj i nationsmästerskapens tempolopp bakom tempoloppsspecialisten Fabian Cancellara.
Rubens Bertogliati slutade tvåa på etapp 14 av Giro d'Italia 2009, en etapp där han slutade 12 sekunder bakom segraren Simon Gerrans. I juni Rubens Bertogliati tempoloppet i de schweiziska nationsmästerskapen.

## Meriter
2002
GP Chiasso
etapp 1, Tour de France
Gula ledartröjan, efter etapp 1 och 2
2007
4:e sammanlagt, Tour of Georgia 2007
2008
2:a, Nationsmästerskapens tempolopp
2:a, etapp 5, Tyskland runt
2009
 Nationsmästerskapens tempolopp
2:a, etapp 14, Giro d'Italia

## Stall
- Lampre-Daikin 2000–2003
- Saunier Duval 2004–2008
  -  Scott-American Beef 2008
- Serramenti PVC Diquigiovanni-Androni Giocattoli 2009–2010
- Team Type 1-Sanofi Aventis 2011–